# Liste der Monuments historiques in Le Boupère
Die Liste der Monuments historiques in Le Boupère führt die Monuments historiques in der französischen Gemeinde Le Boupère auf.

## Liste der Bauwerke
| Bezeichnung                 | Beschreibung                           | Standort | Kennzeichnung | Schutzstatus | Datum     | Bild           |
| --------------------------- | -------------------------------------- | -------- | ------------- | ------------ | --------- | -------------- |
| Château du Fief-Milon       | Schloss, erbaut im 14./15. Jahrhundert | (Lage)   | PA00110292    | Inscrit      | 1989 2005 | weitere Bilder |
| Château de la Pelissonnière | Schloss, erbaut im 16. Jahrhundert     | (Lage)   | PA85000006    | Inscrit      | 1997      | weitere Bilder |
| Kirche St-Pierre            |                                        | (Lage)   | PA00110054    | Classé       | 1862      | weitere Bilder |

## Liste der Objekte
- Monuments historiques (Objekte) in Le Boupère in der Base Palissy des französischen Kultusministeriums